# Carrhotus fabrei
Carrhotus fabrei är en spindelart som först beskrevs av Simon 1885.  Carrhotus fabrei ingår i släktet Carrhotus och familjen hoppspindlar. Inga underarter finns listade.